# Araguanã (Tocantins)
Araguanã é um município do interior do estado do Tocantins, região Norte do Brasil, localizado na região geográfica intermediária de Araguaína e na região imediata de Araguaína, a uma distância de 413 km da capital, Palmas.
Segundo o Censo 2022, a população é constituída de 4 310 pessoas, sendo o 77º município mais populoso do estado e o 4 530º do Brasil.
Os principais setores econômicos do município são o de serviços e a agropecuária, com um rebanho bovino que totalizou 94 337 cabeças em 2023. O PIB em 2021 foi de R$ 101 858 mil.

## História
A chegada dos primeiros moradores aconteceu nas décadas de 1930 e 1940 com a exploração do quartzo (cristal de rocha), um mineral que foi amplamente utilizado na 2ª Guerra Mundial, especialmente na fabricação de sonares submarinos. Em 1952, atraídos pelo garimpo de Rebôjo, chegaram ao local as famílias dos desbravadores José Costa de Araújo, João Duzentinhas, Orlando Cândido de Souza, Anízio Reis Costa, João Saraiva e Arthur Carvalho.
O povoado teve início à margem direita do rio Araguaia, hoje conhecido como Araguanã Velho, em território então pertencente ao município de Araguaína. Em 1957, uma enchente causou a perda das plantações da área. A população passou, então, a construir suas residências em outro local, onde haviam sido construídas uma igreja e uma escola em um terreno recém adquirido pelo prefeito da época, Anatólio Dias Carneiro, culminando com a consolidação do povoado que anos mais tarde tornou-se a atual sede do município.

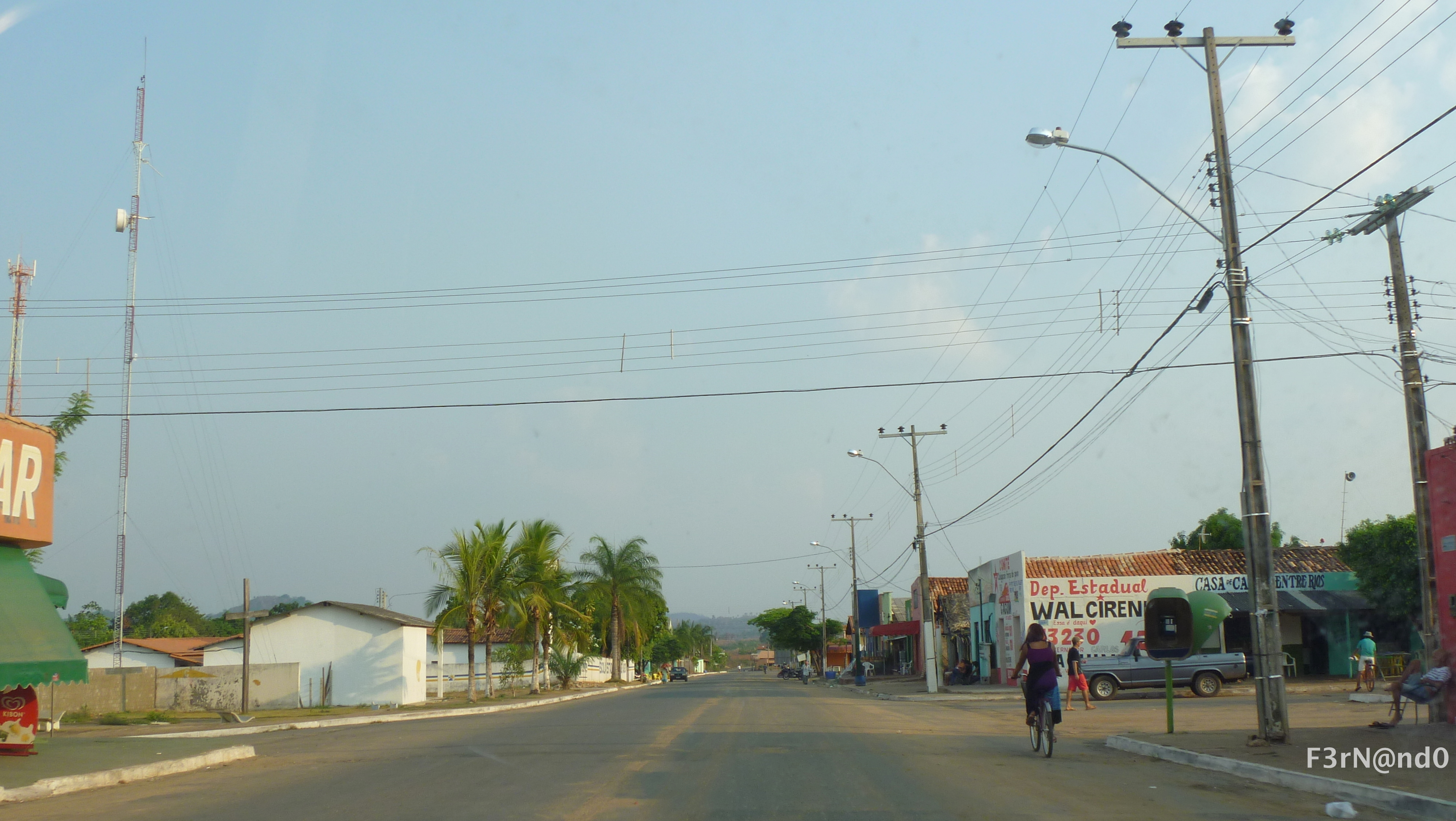
Região central de Araguanã em 2010

O povoado foi convertido a distrito de Araguaína no dia 15 de novembro de 1963. A comunicação com a cidade era feita, principalmente, pelo rio Lontra. O percurso era difícil e poderia durar até cinco dias.
Com a ocorrência da Guerrilha do Araguaia na região, o governo militar apressou-se em retirar o distrito do isolamento e construiu uma estrada até a sede do município.
A emancipação definitiva aconteceu no dia 20 de fevereiro de 1991, mantendo o topônimo de Araguanã.

## Geografia

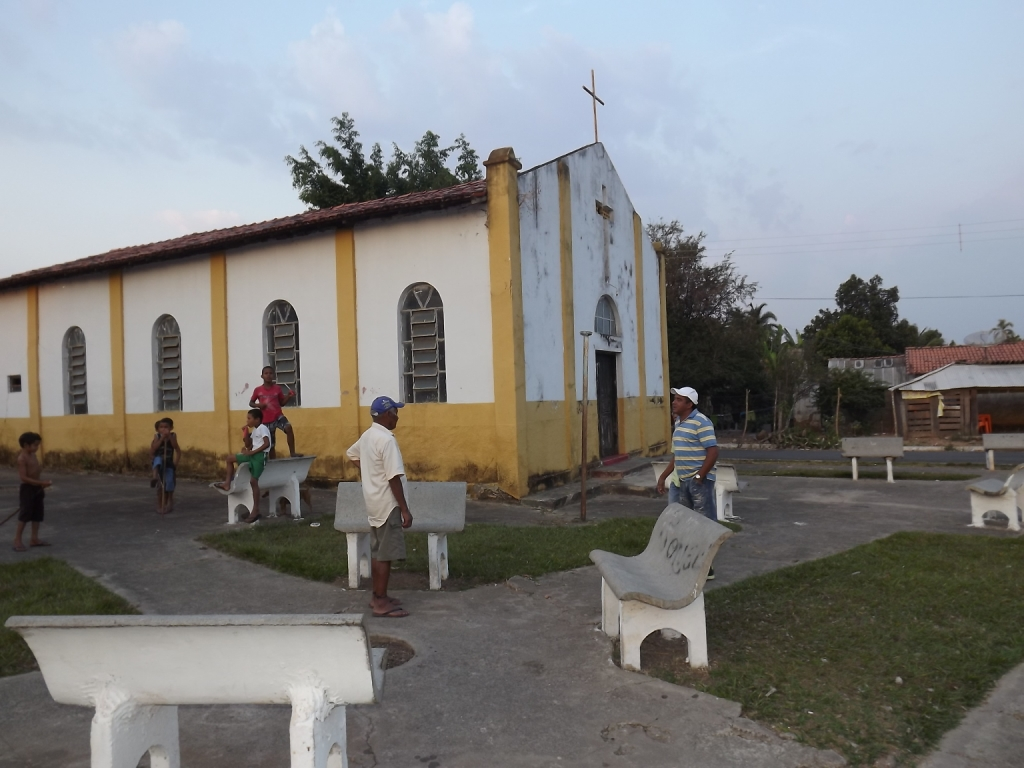
Igreja Católica São Bom Jesus da Lapa, em Araguanã.

### Localização
Araguanã é um município do interior do estado do Tocantins, região Norte do Brasil, com sede localizada nas coordenadas 6° 34' 56" S 48° 38' 38" O, na região geográfica intermediária de Araguaína e na região imediata de Araguaína.
Na divisão regional do estado para fins de planejamento, situa-se na região Norte, macrorregião Norte, a uma distância de 459 km da capital, Palmas. Limita-se com os municípios tocantinenses de Xambioá, Carmolândia, Aragominas e Piraquê, bem como com o estado do Pará ao norte. Os biomas predominantes são o cerradoe o amazônico.

### Território

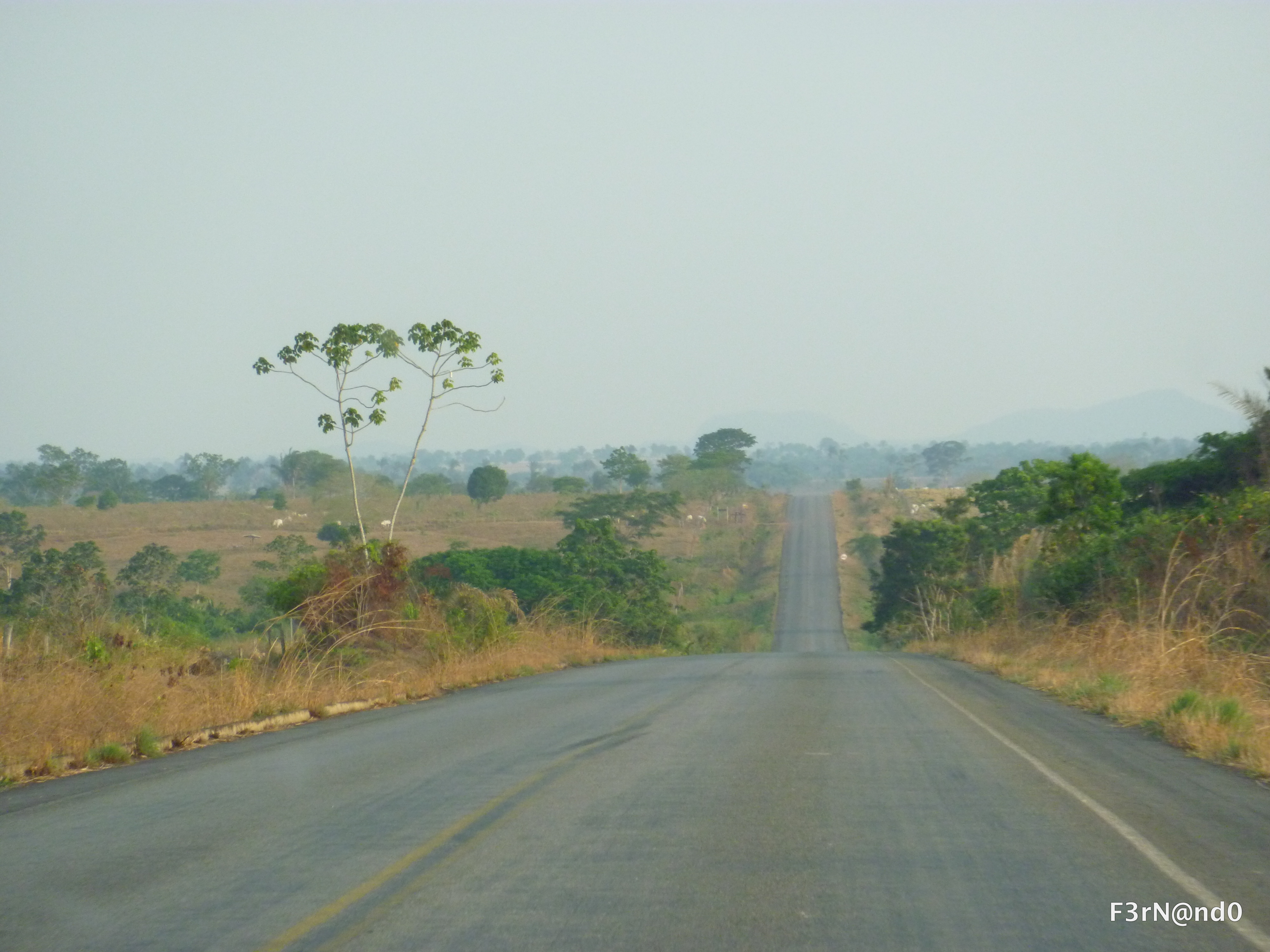
TO-164 na zona rural de Araguanã

O território de Araguanã ocupa uma área de 834 km², com 1,48 km² urbanizados. É o 99º maior município do Tocantins e o 1 658º maior do país em extensão territorial. A sede fica a uma altitude de 142 metros.

### População
A população de Araguanã é de 4 310 pessoas, segundo o o Censo 2022, o que posiciona o município como o 77º mais populoso do estado e o 4 530º mais populoso do Brasil. A estimativa populacional para 2024 foi de 4 338 pessoas.
A densidade demográfica em 2022 ano foi calculada em 5,16 habitantes por quilômetro quadrado, o que faz com que o município seja o 51º mais povoado do Tocantins e o 4 902º do Brasil.

## Estrutura administrativa
A estrutura administrativa de Araguanã, assim como a dos demais municípios brasileiros, é definida pela Constituição de 1988, composta pelo Poder Executivo, chefiado pelo prefeito; e pelo Poder Legislativo, exercido pela Câmara Municipal, sob por vereadores. Todos os representantes são eleitos pelo povo para mandato de quatro anos, mediante pleito direto e simultâneo realizado em todo o país.

### Poder Executivo
O Poder Executivo é responsável pela administração direta do município, implementação de políticas públicas, execução do orçamento e prestação de serviços essenciais à comunidade. Essas competências são exercidas desde 1º de janeiro de 2025 pelo prefeito Max Barbosa, do partido Progressistas, eleito e reeleito para administrar o município até 31 de dezembro de 2028. O vice-prefeito é João Filho Alves, conhecido como Pio, do Republicanos.

### Poder Legislativo
O Poder Legislativo tem a função de elaborar leis municipais, fiscalizar as ações do Executivo, aprovar o orçamento e representar os interesses da sociedade. Em Araguanã, as responsabilidades são delegadas a nove vereadores, sob a presidência de Jussy Junior Pinto da Silva (Júnior Brega), do Progressistas, desde o dia 1 de janeiro de 2025, com fim do mandato previsto para 31 de dezembro de 2026.

## Economia

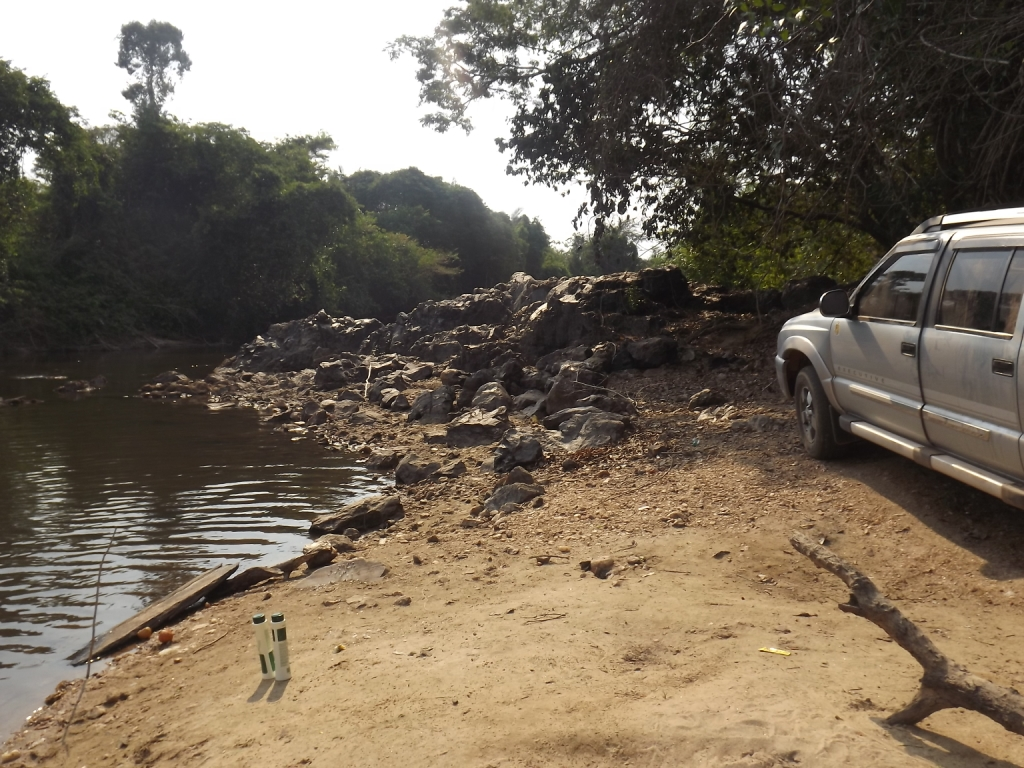
Rio Murici, em Araguanã.

Os principais setores econômicos do município são os serviços e a agropecuária. O PIB de Araguanã em 2021 foi de R$ 101 858 mil e o PIB per capita no mesmo ano foi calculado em R$ 17 393 – o 102º maior do estado e o 3 448º maior do Brasil.
Em 2022, o salário médio mensal foi de 2,1 salários mínimos e a proporção de pessoas ocupadas (409 trabalhadores) em relação à população total era de 9,49% (o 118º melhor índice no Tocantins e o 4 501º no país). Considerando domicílios com rendimentos mensais de até meio salário mínimo por pessoa, Araguanã tinha 45% da população nessas condições (o 71º maior índice no estado e o 2 145º no Brasil).
O Índice de Desenvolvimento Humano (IDH) de Araguanã é 0,604, conforme apurado em 2010 pelo Programa das Nações Unidas para o Desenvolvimento (PNUD).

### Agronegócio
O principal produto agrícola do município é milho, com produção de 2 700 toneladas em 2023, conforme apurado pelo IBGE. Na pecuária, destacam-se os rebanhos de bovinos, com 94 337 cabeças, e de aves (5 136 cabeças) no mesmo ano.
Em 2023 também houve produção relevante de leite de vaca (1,4 mil litros) e de pouco mais de 29 toneladas de pescados variados.

## Educação
Em 2010, Araguanã apresentou uma taxa de escolarização de 96,9% (para pessoas de 6 a 14 de anos de idade), o que é considerado o 84º melhor desempenho entre os municípios tocantinenses e o 3 751º melhor no país.
Em 2023, os alunos dos anos inicias do Ensino Fundamental da rede pública tiveram nota de 4,3 no Índice de Desenvolvimento da Educação Básica (Ideb) – a 114ª melhor nota entre os municípios do estado e o 5 114º melhor desempenho entre as cidades brasileiras. Para os alunos dos anos finais, a nota foi de 3,9 no mesmo indicador – a 120ª maior nota do Tocantins e o 4 620º melhor desempenho entre os municípios do Brasil.